# 史蒂文·范·贊特
史蒂文·范·贊特（英語：Steven Van Zandt，1950年11月22日—）是一名美國音樂家和演員，經常使用藝名Little Steven或Miami Steve。他是布魯斯·斯普林斯汀的E Street Band樂隊的成員，負責演奏結他和曼陀林。他也最出名在HBO電視劇《人在江湖》（1999年–2007年）中飾演Silvio Dante，以及在《莉莉海默》（2012年–2014年）中飾演Frank Tagliano。

## 音樂作品
- Little Steven
  - 《Men Without Women（英语：Men Without Women (album)）》（1982年）
  - 《Voice of America（英语：Voice of America (album)）》（1984年）
  - 《Freedom – No Compromise（英语：Freedom – No Compromise）》（1987年）
  - 《Revolution（英语：Revolution (Little Steven album)）》（1989年）
  - 《Greatest Hits》（1999年）
  - 《Born Again Savage（英语：Born Again Savage）》（1999年）
  - 《Lilyhammer: The Score》（2014年）
  - 《Soulfire》（2017年）
  - 《Soulfire Live!》（2018年）
- 布魯斯·斯普林斯汀
  - 《Born to Run（英语：Born to Run）》（1975年）
  - 《Darkness on the Edge of Town（英语：Darkness on the Edge of Town）》（1978年）
  - 《The River（英语：The River (Bruce Springsteen album)）》（1980年）
  - 《Born in the U.S.A.》（1984年）
  - 《Live 1975–85（英语：Live 1975–85）》（1986年）
  - 《Greatest Hits（英语：Greatest Hits (Bruce Springsteen album)）》（1995年）
  - 《Blood Brothers（英语：Blood Brothers (EP)）》（1996年）
  - 《Tracks（英语：Tracks (Bruce Springsteen album)）》（1998年）
  - 《18 Tracks（英语：18 Tracks）》（1999年）
  - 《Live in New York City（英语：Bruce Springsteen & The E Street Band: Live in New York City）》（2001年）
  - 《The Rising（英语：The Rising (album)）》（2002年）
  - 《The Essential Bruce Springsteen（英语：The Essential Bruce Springsteen）》（2003年）
  - 《Hammersmith Odeon London '75（英语：Hammersmith Odeon London '75）》（2006年）
  - 《Magic（英语：Magic (Bruce Springsteen album)）》（2007年）
  - 《Magic Tour Highlights（英语：Magic Tour Highlights）》（2008年）
  - 《Working on a Dream（英语：Working on a Dream）》（2009年）
  - 《The Promise（英语：The Promise (Bruce Springsteen album)）》（2010年）
  - 《Wrecking Ball（英语：Wrecking Ball (Bruce Springsteen album)）》（2012年）
  - 《High Hopes（英语：High Hopes (album)）》（2014年）
- Southside Johnny（英语：Southside Johnny） 與 The Asbury Jukes（英语：Southside Johnny and the Asbury Jukes）
  - 《I Don't Want to Go Home（英语：I Don't Want to Go Home）》（1976年）
  - 《Live at the Bottom Line》（1976年）
  - 《This Time It's for Real（英语：This Time It's for Real）》（1977年）
  - 《Hearts of Stone（英语：Hearts of Stone (album)）》（1978年）
  - 《Havin' a Party》（1979年）
  - 《Better Days》（1991年）
  - 《Jukebox》（2007年）
- 羅尼·斯佩克特（英语：Ronnie Spector） 與 The E Street Band（英语：E Street Band）
  - "Say Goodbye To Hollywood" / "Baby Please Don't Go"（1977年）
- Gary U.S. Bonds（英语：Gary U.S. Bonds）
  - 《Dedication（英语：Dedication (Gary U.S. Bonds album)）》（1981年）
  - 《On the Line（英语：On the Line (Gary U.S. Bonds album)）》（1982年）
  - 《Standing in the Line of Fire（英语：Standing in the Line of Fire）》（1984年）
- Artists United Against Apartheid（英语：Artists United Against Apartheid）
  - 《Sun City（英语：Sun City (album)）》（1985年）
- Iron City Houserockers（英语：Iron City Houserockers）
  - 《Have a Good Time but Get Out Alive!（英语：Have a Good Time but Get Out Alive!）》（1980年）
- 肉卷
  - 《Welcome to the Neighbourhood（英语：Welcome to the Neighbourhood）》（1995年）
- 吉米·巴恩斯（英语：Jimmy Barnes）
  - 《For the Working Class Man（英语：For the Working Class Man）》（1985年）
- Davie Allan & The Arrows（英语：Davie Allan）
  - 《Fuzz for the Holidays》（2004年）
- 達琳·洛芙
  - 《Introducing Darlene Love》（2015年）

## 電影和電視劇
- 1999年–2007年：《人在江湖》（The Sopranos）飾 Silvio Dante（英语：Silvio Dante）
- 2012年–2014年：《莉莉海默（英语：Lilyhammer）》飾 Frank Tagliano[2]
- 2018年：《聖誕大件事（英语：The Christmas Chronicles）》飾 Wolfie
- 2019年：《愛爾蘭人》飾 傑瑞·范（英语：Jerry Vale）

## 外部連結
- 官方网站
- 史蒂文·范·贊特在互联网电影资料库（IMDb）上的資料（英文）